# Ben Verwaayen

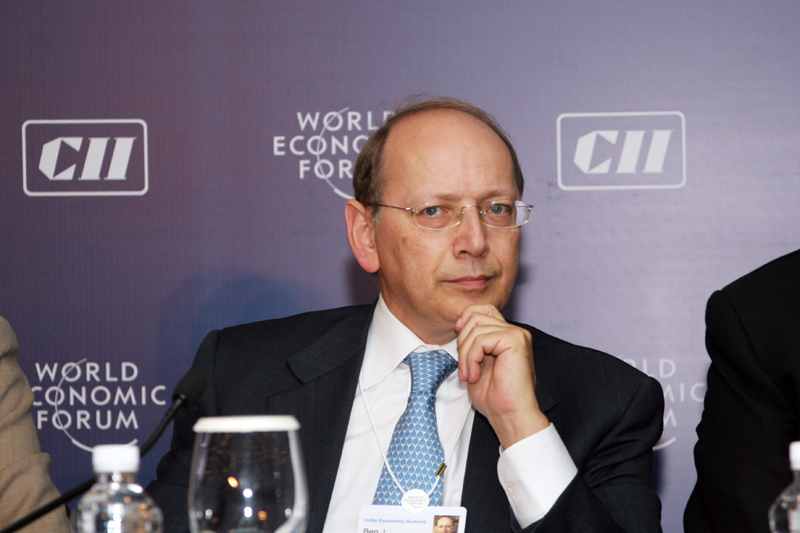
Ben Verwaayen in 2007 tijdens de India Economic Summit van de World Economic Forum.

Bernardus Johannes Maria (Ben) Verwaayen (Driebergen, 11 februari 1952) was van september 2008 tot april 2013 de Chief Executive Officer van Alcatel-Lucent.

## Carrière
In 1972 vervulde hij zijn dienstplicht bij de verbindingsdienst in Ede en was hij voorzitter van soldatenvakbond Algemene Vereniging Nederlandse Militairen. Vanaf 1975 studeerde hij rechten en Internationale Politiek aan de Universiteit Utrecht.
Eind jaren 70 was hij hoofd Public relations van NSEM-ITT, waar hij vervolgens directeur personeelszaken werd. In 1988 werd hij president en managing director bij het toenmalige PTT Telecom.
Hierna had hij diverse topfuncties bij Lucent Technologies. Hij was vicevoorzitter van de raad van bestuur bij zijn vertrek in 2002. Tot juni 2008 vervulde hij de functie van chief executive bij BT Group (het voormalige British Telecom). Sinds september 2008 was hij bestuursvoorzitter van Alcatel-Lucent. Op 7 februari 2013 maakte dat bedrijf bekend dat Verwaayen Alcatel-Lucent zal verlaten zodra er een opvolger voor hem is gevonden.
Hij zat in 2006 de commissie voor die het VVD-verkiezingsprogramma schreef voor de Tweede Kamer-verkiezingen van november dat jaar.
Na zijn loopbaan in de telecommunicatie werd hij werkzaam bij Keen Venture Partners.

## Onderscheidingen
Verwaayen is Officier in de Orde van Oranje-Nassau, Ridder Commandeur in de Orde van het Britse Rijk en Ridder in het Legioen van Eer.
- International Standard Name Identifier: 0000 0000 4734 8179
- Library of Congress Control Number: no2007144068
- Nederlandse Thesaurus van Auteursnamen: 351184848
- Virtual International Authority File: 68724109
- WorldCat: E39PBJj8RGfdpWrV7HF8ttMkjC